# Роско (Тексас)
Роско (енгл. Roscoe) град је у америчкој савезној држави Тексас. По попису становништва из 2010. у њему је живело 1.322 становника.

## Демографија
Према попису становништва из 2010. у граду је живело 1.322 становника, што је 56 (4,1%) становника мање него 2000. године.
| Група             | 2000.       | 2010.       |
| Белци             | 839 (60,9%) | 711 (53,8%) |
| Афроамериканци    | 15 (1,1%)   | 24 (1,8%)   |
| Азијати           | 2 (0,1%)    | 0 (0,0%)    |
| Хиспаноамериканци | 509 (36,9%) | 567 (42,9%) |
| Укупно            | 1.378       | 1.322       |